# Sierra Entertainment
Sierra Entertainment, Inc. (fostul On-Line Systems și Sierra On-Line, Inc.) a fost un dezvoltaror și editor de jocuri video american fondat în 1979 de Ken și Roberta Williams. Compania este cunoscută pentru pionierizarea genului de joc de aventură grafică, inclusiv primul joc de acest gen, Mystery House. Este cunoscut pentru seria de jocuri de aventură grafică King's Quest, Space Quest, Police Quest, Gabriel Knight, Leisure Suit Larry și Quest for Glory, și ca editorul original al seriei Half-Life al Valve.
După șaptesprezece ani ca o companie independentă, Sierra a fost achiziționată de CUC International în februarie 1996 să devină parte a CUC Software. Însă, CUC International a fost prins într-un scandal de calculare în 1998, iar mulți dintre fondatorii originali ai Sierra inclusiv cei doi Williams au părăsit compania. Sierra a rămas parte a CUC Software când a fost vândut și redenumit de mai multe ori pe parcursul a câțiva ani. Sierra a fost desființată formal ca o companie și reformată ca o divizie a acestui grup în august 2004. Fostul grup CUC Software a fost cumpărat de Vivendi și redenumit Vivendi Games în 2006. Divizia Sierra a continuat să opereze prin fuziunea lui Vivendi Games cu Activision formând Activision Blizzard pe 10 iulie 2008, dar a fost închis mai târziu în acest an. Marca Sierra a fost readusă de Activision în 2014 să relanseze foste jocuri Sierra și unele jocuri dezvoltate independent.
În prezent, marca Sierra se află sub deținerea lui Microsoft prin divizia sa de gaming, urmând achiziției sale a Activision Blizzard.

## Subsidiare

### Dezvoltare
- Books That Work – achiziționat în aprilie 1997, inclus în Sierra în februarie 1999.[2]
- Bright Star Technology în Bellevue, Washington – fondat în 1980 și achiziționat în 1992.[3]
- Berkeley Systems – achiziționat de CUC International în aprilie 1997 și integrat în Sierra ca un studio intern.[4]
- Coktel Vision în Paris – fondat în 1984 și achiziționat în octombrie 1993.[5]
- Arion Software – achiziționat în 1995 și absorbit în Sierra On-Line.[6]
- The Pixellite Group – fondat în 1983, achiziționat în mai 1995 și absorbit în Sierra On-Line.[7]
- Sublogic în Champaign, Illinois – achiziționat în 1995 și absorbit în Sierra On-Line.[8]
- Dynamix în Eugene, Oregon – fondat în 1984, achiziționat în august 1990 și închis în august 2001.[9]
- Green Thumb Software în Boulder, Colorado – achiziționat și absorbit în iulie 1995.[10]
- Headgate Studios în Bountiful, Utah – fondat în 1992, achiziționat în aprilie 1996,[11] și vândut la proprietarul original în 1999.[12]
- Impressions Games în Cambridge, Massachusetts – fondat în 1989, achiziționat în 1995[11] și închis în mai 2004.[13]
- Synergistic Software – fondat în 1978, achiziționat în 1996 și inclus în Sierra în februarie 1999.[2]
- Papyrus Design Group în Watertown, Massachusetts – fondat în 1987, achiziționat în 1995[11] și închis în mai 2004.[13]
- PyroTechnix – fondat ca Computer Presentation, achiziționat în decembrie 1997 și inclus în Sierra în februarie 1999.[2]
- Yosemite Entertainment în Oakhurst, California – fondat în 1998 și inclus în Sierra în februarie 1999.[2]

### Publicare
- Sierra Attractions; 1998–2001
- Sierra FX; 1998
- Sierra Home; 1996–2004
- Sierra Sports; februarie 1998[14]–2000
- Sierra Studios; 1998–2001